# Березівка (Березинський район, Погостівська сільська рада)
Березівка (біл. вёска Бярёзаўка) — село в складі Березинського району Мінської області, Білорусь. Село підпорядковане Погостівській сільській раді, розташоване в східній частині області.